# .monster
.monster es un dominio de nivel superior genérico (gTLD) propiedad de XYZ.com. Originalmente delegado en 2014 por el sitio web de empleo Monster.com como nombre de dominio específico de marca, .monster fue adquirido por XYZ en 2019 como dominio general.

## Historia
Tras el anuncio en enero de 2012 de que ICANN, la organización responsable de los dominios de nivel superior de Internet, estaba aceptando solicitudes para nuevos nombres de dominio, tanto el fabricante de cables de audio y vídeo Monster Cable como el sitio web de empleo Monster.com intentaron registrar el gTLD .monster como marca punto, un tipo de gTLD restringido al uso de una empresa específica. Aunque ambos presentaron su solicitud antes de junio de 2012, la fecha en que la ICANN reveló los nombres de los primeros solicitantes, la cuestión de quién finalmente adquiriría el dominio no se resolvió hasta finales de 2014. Estaba previsto que las dos empresas participaran en una subasta, el «mecanismo de último recurso» de la ICANN para disputas irresolubles sobre el propietario de un dominio, en diciembre de ese año; una semana antes, Monster Cables retiró su solicitud, dejando a Monster.com adquirir el gTLD. La solicitud de Monster.com se refería a .monster como un «gTLD restringido y controlado exclusivamente» para el cual sólo la propia empresa y los «socios comerciales autorizados» podían registrar dominios, con partes que no estaban conectadas a Monster.com o se consideraba que usaban dominios .monster. de manera que dañen la «reputación de marca» de la empresa y corran el riesgo de ser suspendidas sin previo aviso.
Aunque los registros de dominios de marca punto fueron populares en el lanzamiento original de los nuevos gTLD, muchas empresas posteriormente los abandonaron debido a la falta de uso. Monster.com retiró .monster en 2018, momento en el que XYZ.com lo adquirió con la intención de ejecutarlo como un TLD de uso general. Fue la segunda antigua marca punto que se reutilizó como dominio general, luego de la adquisición en 2016 de .observer de The Observer por parte de Top Level Spectrum. Su período de salida de treinta días, durante el cual los titulares de marcas preexistentes pueden registrar URL antes de la disponibilidad general para evitar la ocupación de dominios, se lanzó el 18 de febrero de 2019. .monster estuvo disponible para registro general el 1 de abril de 2019. Se registraron 84 dominios .monster durante el período de amanecer, incluidos cookie.monster, pocket.monster, y lochness.monster.

## Uso
En el lanzamiento de .monster, el director ejecutivo de XYZ.com, Daniel Negari, se refirió a él como un dominio «extravagante y creativo» para usuarios que desean demostrar metafóricamente que son «una bestia en lo que hacen». Varios comentaristas han descrito el caso de uso de .monster como poco claro, James Sanders de TechRepublic dijo que «la pregunta 'para quién es esto' es difícil de responder». y Andrew Allemann de Domain Name Wire sintiendo que el anuncio «parec[iese] como una mala broma del Día de los Inocentes». El periodista y comentarista de gTLD Kevin Murphy comparó .monster con .guru y .ninja, describiéndolo como una opción «peculiar» pero no necesariamente adecuada para un uso generalizado.
.monster se ha asociado con spam y phishing. Una investigación realizada en 2023 por el analista de ciberseguridad David Barnett y el gerente de marca de nombres de dominio Justin Hartland encontró que .monster es uno de los treinta TLD con mayor amenaza para ataques de phishing. La empresa de prevención de delitos cibernéticos Netcraft define .monster como uno de los TLD con la mayor proporción de «incidentes de delitos cibernéticos» con respecto a sitios web activos, con alrededor del 1,2% de todos los dominios .monster activos en 2023 que se ajustan a la definición de cibercriminalidad de Netcraft. Los proveedores de correo electrónico pueden bloquear los dominios .monster; Jarland Donnell, propietario del servicio de alojamiento de correo electrónico MXroute, dijo ese mismo año que el bloqueo de correos electrónicos de dominios .monster tenía «una correlación del 0% [con] el bloqueo de correos electrónicos legítimos» y que cada correo electrónico del gTLD que recibía su servicio era spam. Donnell especuló que .monster en sí era una «campaña estratégica de spam» en lugar de un gTLD legítimo, afirmando que su análisis de las redes desde las cuales se originaban los correos electrónicos .monster encontró un número limitado de redes que utilizaban una gran cantidad de dominios desechables.
A 2023, hay 99.096 dominios .monster registrados, lo que representa el 0,29% de todos los dominios. Ningún registrador posee la mayoría de la cuota de mercado de .monster; NameCheap y Name.com poseen el 34,7% y el 30,7% de los dominios .monster, respectivamente. Otros registradores con una importante participación de mercado de .monster son NameSilo, GoDaddy y Porkbun.